# 多度津町
多度津町（日语：／ Tadotsu chō */?）是位於日本香川縣西部的町。北邊面向瀨戶內海國立公園，南部為讚岐平原，町內的多度津站是JR四國予讚線和土讚線的分岔點，也是土讚線的起點。日本武術流派金剛禪的總本山設置於此，四國八十八箇所中的第77號札所道隆寺也坐落於町内。

## 地理
多度津町西邊隔著彌谷山和天霧山與三豐市、善通寺市相接  ，其轄區則包括瀨戶内海上鹽飽群島中的高見島、佐柳島等島嶼。當地在氣候上屬於瀨戶內海式氣候。根據統計，1981年至2010年多度津町的年均溫為16.2℃，其中8月氣溫最高；年均降雨量則為1068.4毫米，其中6、7月和9月的降雨較多。

## 歷史

### 年表
- 1890年2月15日：實施町村制，多度郡多度津村與新町村合併為多度津町，現在的轄區在當時還包括：豐原村、四箇村、白方村、高見島村、佐柳島村。
- 1899年3月16日：多度郡與那珂郡合併為仲多度郡。
- 1942年5月10日：豐原村被併入多度津町。[8]
- 1954年5月3日：四箇村和白方村被併入多度津町。
- 1956年9月30日：高見島村和佐柳島村被併入多度津町。

### 變遷表
| 1890年2月15日 | 1890年 - 1926年 | 1926年 - 1954年            | 1955年 - 1989年            | 1989年 - 現在 | 現在     |
| ------------- | --------------- | -------------------------- | -------------------------- | ------------- | -------- |
| 多度津町      | 多度津町        | 多度津町                   | 多度津町                   | 多度津町      | 多度津町 |
| 豐原村        | 豐原村          | 1942年5月10日 併入多度津町 | 多度津町                   | 多度津町      | 多度津町 |
| 白方村        | 白方村          | 1954年5月3日 併入多度津町  | 多度津町                   | 多度津町      | 多度津町 |
| 四箇村        |                 | 1954年5月3日 併入多度津町  | 多度津町                   | 多度津町      | 多度津町 |
| 佐柳島村      | 佐柳島村        | 佐柳島村                   | 1956年9月30日 併入多度津町 | 多度津町      | 多度津町 |
| 高見島村      |                 |                            | 1956年9月30日 併入多度津町 | 多度津町      | 多度津町 |

## 交通

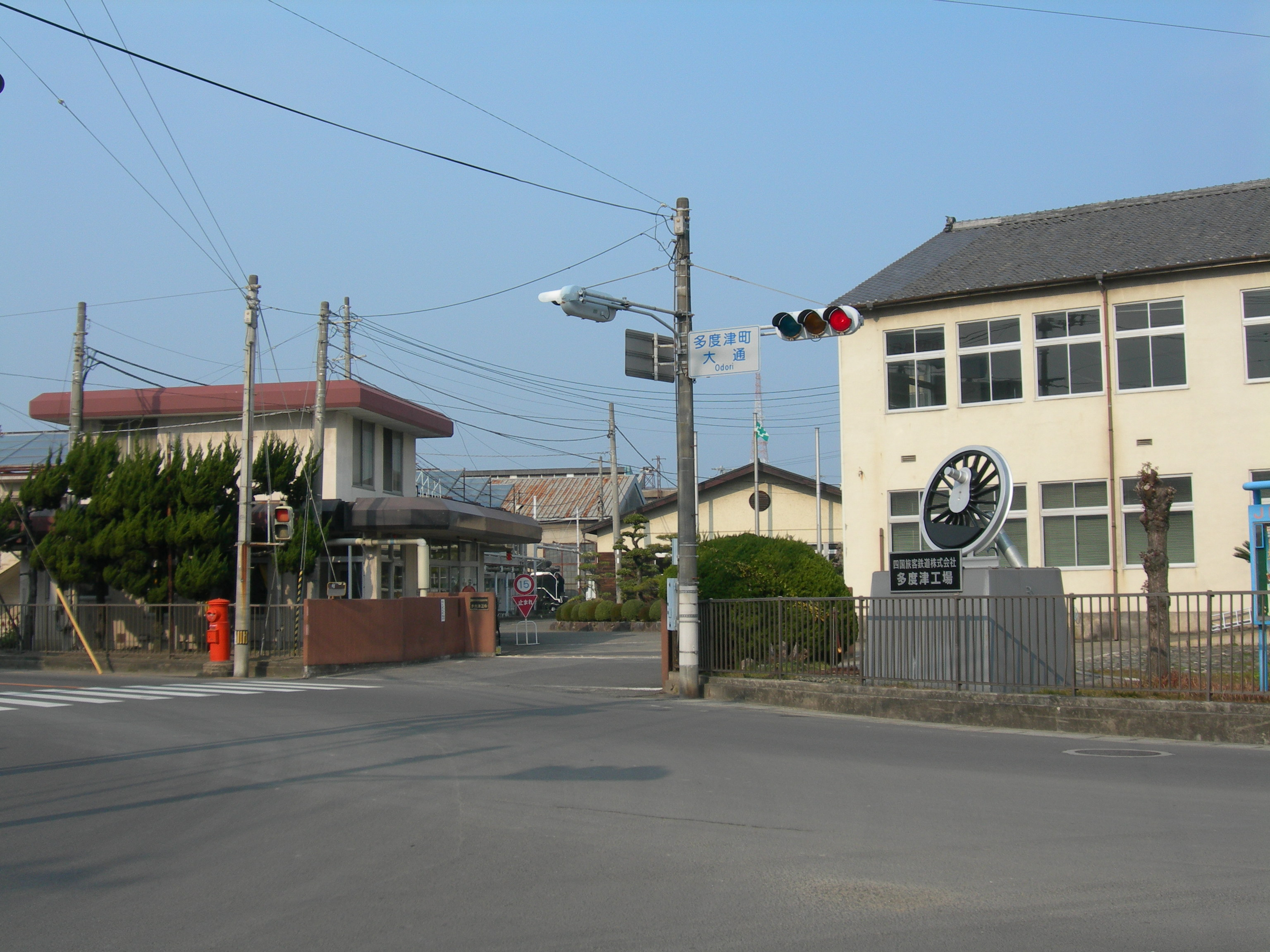
JR四國多度津工廠

### 鐵路
四國最早建設的鐵路-丸龜車站至琴平車站間的路段通過轄區內，因此當地也是四國最早行使火車的地方之一。而四國旅客鐵道唯一的鐵路機場多度津工廠也位於此。
- 四國旅客鐵道
  - 予讚線：多度津車站 - 海岸寺車站
  - 土讚線：多度津車站

1924年至1963年其間，也曾有琴平參宮電鐵多度津線行駛，不過現已停止營運。
|  |  |

### 渡輪
主要由三洋汽船經營往返鹽飽群島各島嶼間的渡輪，此外過去曾有福山多度津渡輪經營往返廣島縣福山市至多渡津之間的航班，但已於2008年8月31日停駛。
1903年至1910年間曾在多渡津港與廣島縣的尾道車站之間開設火車渡輪，以連接山陽鐵道（現在的山陽本線）和讚岐鐵道（現在的予讚線和土讚線的一部分）。1910年另外開設連結岡山縣玉野市宇野車站和高松市高松車站的宇高連絡船後便取代此航線。

### 道路
轄區內無高速道路通過，距離最近的交流道市位於善通寺市的高松自動車道善通寺交流道

## 觀光

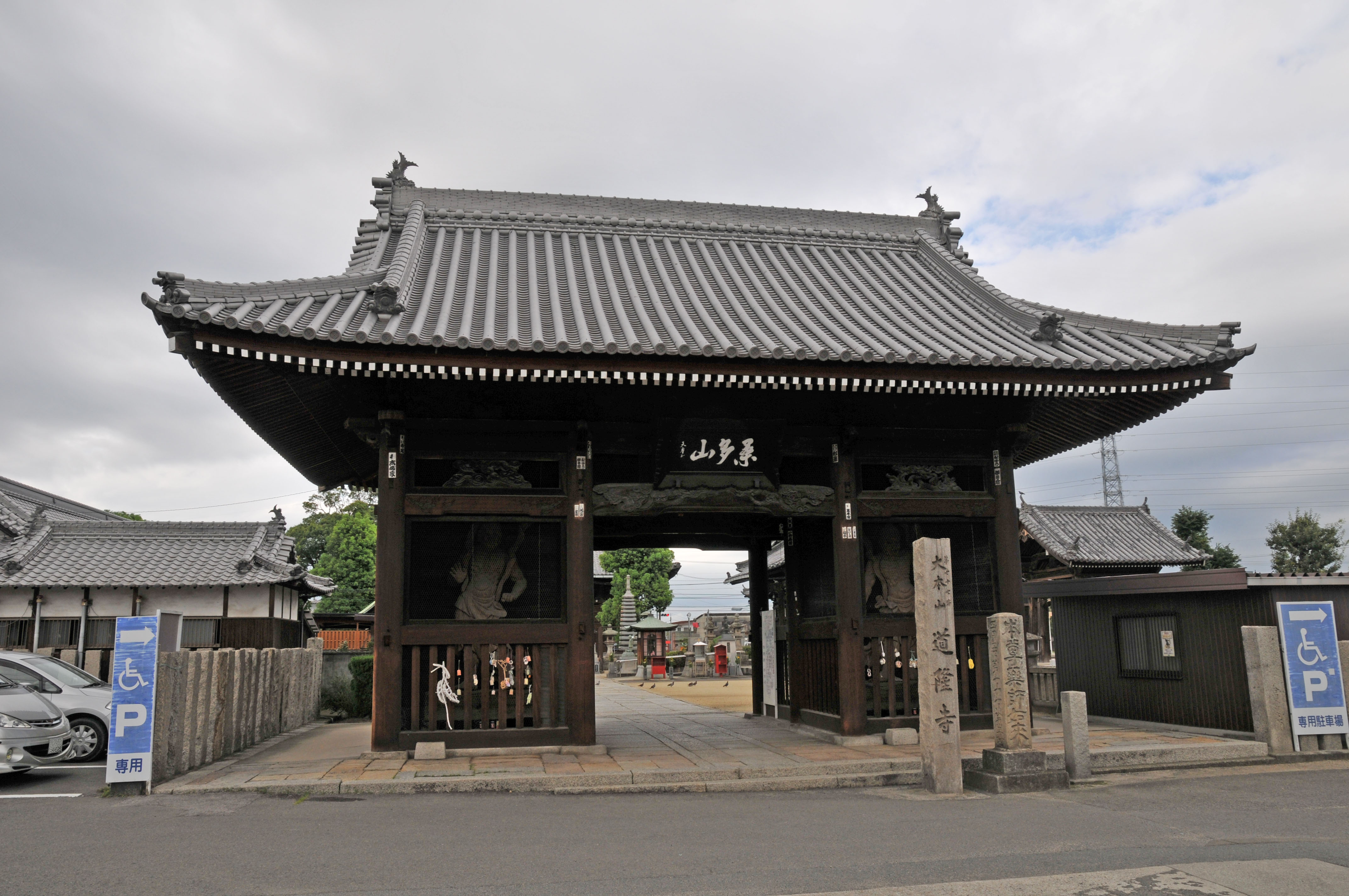
道隆寺山門

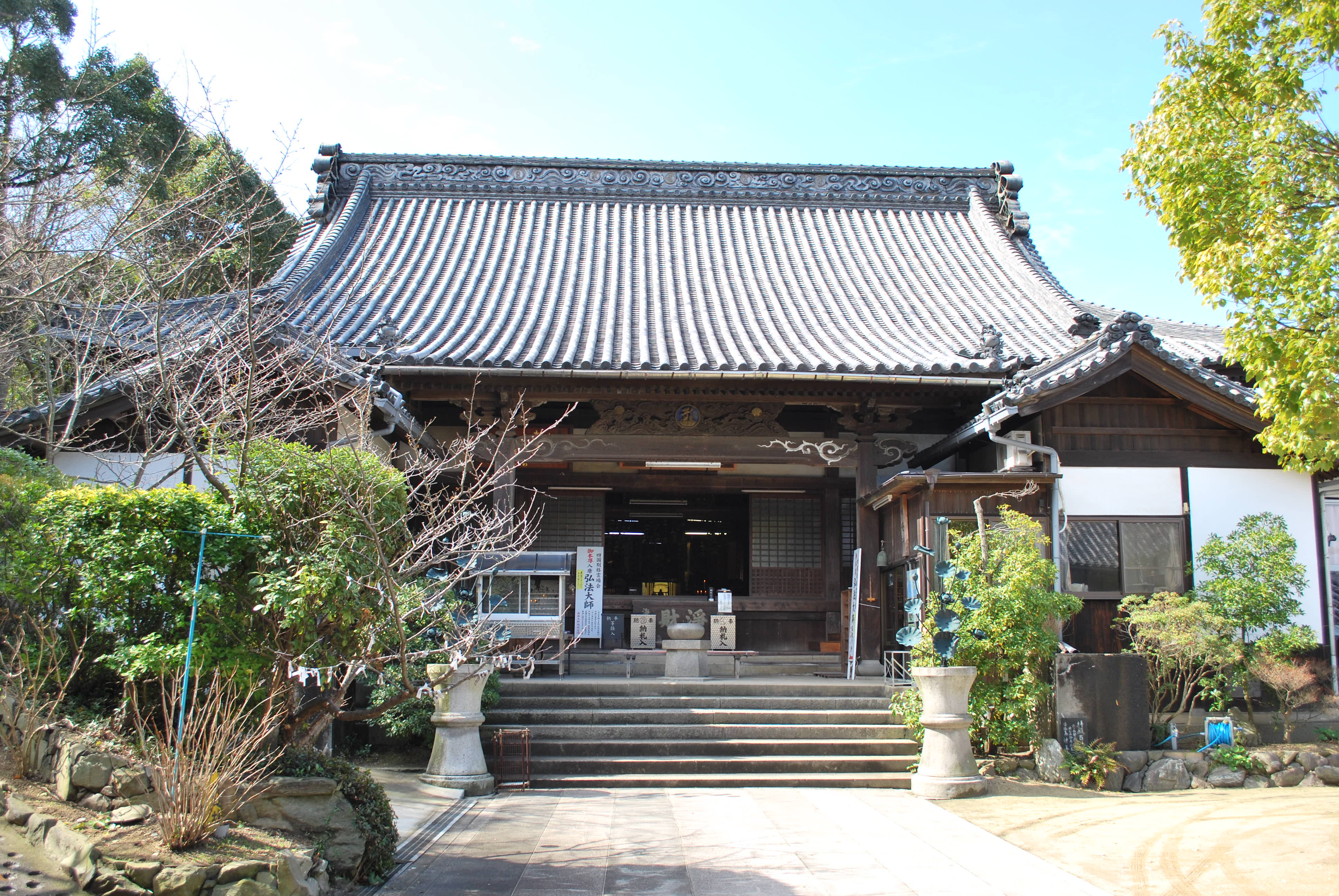
海岸寺大師堂

- 桃陵公園：本台山城遺址位置，賞櫻景點
- 少林寺拳法總本山、總本部
- 海岸寺
- 多度津町立資料館
- 四國八十八箇所靈場
  - 77番 道隆寺

## 教育
高等學校
- 香川縣立多度津高等學校
- 禪林學園高等學校（預定於2013年開始招生）

中学校
- 多度津町立多度津中學校

小学校
- 多度津町立多度津小學校
- 多度津町立四箇小學校
- 多度津町立白方小學校
- 多度津町立豐原小學校

## 姊妹、友好都市

### 日本
- 南礪市（富山縣）
由於在多度津町設有工廠的川田工業本社位於南礪市，兩地由此開起交流，於1972年5月1日與福野町締結為姊都市提携[9]，福野町後於2004年11月1日合併為南礪市。

### 海外
- 普陀區（中國上海市）
兩地於2001年11月19日締結為友好都市。

## 本地出身之名人
- 合田正人：哲學學者
- 宗由貴：少林寺拳法集團總裁
- 浪越德治郎：指壓療法發明者、曾任日本指壓學會會長
- 若宮三紗子：桌球選手
- 奧田朱理：職業摔角選手